# Bellonella variabilis
Bellonella variabilis är en korallart som först beskrevs av Studer 1891.  Bellonella variabilis ingår i släktet Bellonella och familjen läderkoraller. Inga underarter finns listade i Catalogue of Life.